# Halicampus boothae
Halicampus boothae és una espècie de peix de la família dels singnàtids i de l'ordre dels singnatiformes.

## Morfologia
- Els mascles poden assolir 17,5 cm de longitud total.[1][2]

## Reproducció
És ovovivípar i el mascle transporta els ous en una bossa ventral, la qual es troba a sota de la cua.

## Hàbitat
És un peix marí de clima tropical i associat als esculls de corall que viu entre 3-30 m de fondària.

## Distribució geogràfica
Es troba a les Comores, Honshu (Japó), l'Illa de Lord Howe, l'Illa Norfolk, les Illes Chesterfield, Fiji i Tonga.